# Stenhomalus sericeus
Stenhomalus sericeus är en skalbaggsart som beskrevs av Aurivillius 1922. Stenhomalus sericeus ingår i släktet Stenhomalus och familjen långhorningar. Inga underarter finns listade i Catalogue of Life.